# Gemmoterapia
Gemmoterapia (mieristemoterapia) - dział ziołolecznictwa wykorzystujący w celach leczniczych jako surowiec pączki roślin. Napary, odwary, płukanki i okłady przygotowuje się z pączków liściowych, pączków pędów, pączków kwiatów, pączków korzeni, pączków kłączy lub pączków bulw.
Nazwa pochodzi od łac. Gemmae = pączki

Przeczytaj ostrzeżenie dotyczące informacji medycznych i pokrewnych zamieszczonych w Wikipedii.